# Cara busciarda/L'ultima sera
Cara busciarda/L'ultima sera, pubblicato nel 1969, è un singolo del cantante italiano Mario Trevi.

## Storia
Il disco contiene due brani inediti di Mario Trevi presentati al Festival di Napoli 1969 con Nino Fiore (per Cara busciarda) e Nunzia Greton (per L'ultima sera).

## Tracce
Lato A
- Cara busciarda  (Fiore-Festa)

Lato B
- L'ultima sera  (Pisano-Barile)

## Incisioni
Il singolo fu inciso su 45 giri, con marchio Durium (QCL 1398).
Direzione arrangiamenti: M° Eduardo Alfieri.